# Hakob Tonoyani anvan Sowpergavat' 1999
La Hakob Tonoyani anvan Sowpergavat' 1999 è stata la quarta edizione della supercoppa armena di calcio.
Come nella stagione precedente la partita fu disputata dal Širak, vincitore del campionato, e dal Tsement Ararat, vincitore della coppa.
L'incontro si giocò il 18 novembre 1999 e vinse il Shirak FC, al suo secondo titolo.

## Tabellino
| Erevan 18 novembre 1999                                                        | Širak     | 2 – 1 (d.t.s.)  | Tsement Ararat | Stadio Hrazdan |
| \| \| \| \| \| Bernetsyan 39’ Petrosyan 97’ \| Marcatori \| 43’ Khachatryan \| |           |                 |                |                |
|                                                                                |           |                 |                |                |
| Bernetsyan 39’ Petrosyan 97’                                                   | Marcatori | 43’ Khachatryan |                |                |